# Pierre Barral (historien)
Pour les articles homonymes, voir Pierre Barral et Barral.
Pierre Barral, né le 16 octobre 1926 à Paris et mort le 10 mai 2025 à Toulouse, est un historien français.

## Carrière
Professeur à l'université Nancy-II entre 1960 et 1989 et professeur émérite à l'université Paul-Valéry-Montpellier-III en histoire contemporaine depuis 1989, Pierre Barral a notamment travaillé sur l'agriculture et la paysannerie française au XIXe siècle. Il est en particulier l'auteur de 83 publications dans le domaine de l'économie rurale.

## Prix
Le prix Thiers est décerné par l'Académie française à Pierre Barral en 1979 pour son ouvrage Les sociétés rurales au XXe siècle.

## Publications
- Le département de l'Isère sous la IIIe République, 1870-1940, Armand Colin, 1962. [présentation en ligne]
- Les agrariens français, de Méline à Pisani, Presses de la Fondation nationale des sciences politiques, 1968. [présentation en ligne]
- Les fondateurs de la Troisième République, Armand Colin, 1968.
- Les sociétés rurales au XXe siècle, Armand Colin, 1978. [présentation en ligne]
- Jules Ferry. Une volonté pour la République, Presses universitaires de Nancy, 1985.
- L'image des démocraties populaires chez les universitaires français, Revue du nord, 1996.
- Pouvoir civil et commandement militaire. Du roi connétable aux leaders du 20e siècle, Presses de Sciences Po, 2005.
- Léon Gambetta. Tribun et stratège de la République (1838-1882), Éditions Privat, 2008. [présentation en ligne]